# Duchowość ateistyczna
Duchowość ateistyczna – według autorów The Center for Spiritual Atheism duchowość ateisty opiera się na przekonaniu, że Wszechświat stanowi swoistą całość i jest to rezultat tajemniczego ciągu przyczyn i skutków na niewyobrażalną skalę. Duchowi ateiści są zwolennikami holistycznej etyki: odczuwają potrzebę życia w zdrowiu i szczęściu, dlatego starają się przyczynić do tego, aby zdrowy i szczęśliwy był cały świat. Duchowy ateizm nie wyklucza akceptacji poglądów różnych religii, lecz nie rozumianych dosłownie. Jest to duchowy humanizm i naturalizm. Inni podkreślają, że duchowy ateizm wyklucza resentymenty dotyczące religii na rzecz poszukiwania nieteistycznej filozofii i samorealizacji.
Wyniki badań Grupy Barna z roku 2007 wskazują, że około 25% ateistów i agnostyków w USA uważa się za głęboko uduchowionych. W roku 2002 odsetek ten wynosił 19%.

## Znaczenia terminu
pojęcie wieloznaczne, które może oznaczać:
- życie wewnętrzne osób oparte na rozumieniu rzeczywistości, które odrzuca jej interpretację teistyczną i spirytualistyczną;
- materialistyczną i monistyczną koncepcję świata, opartą na światopoglądzie naukowym i racjonalistycznym;
- nieteistyczne systemy światopoglądowe, takie jak konfucjanizm, taoizm czy wiele form buddyzmu.

W dwu wymienionych wyżej wersjach duchowość ateistyczna jest jednym z przejawów sekularyzacji i indywidualizmu. Wyraża pragnienie zastąpienia doświadczeń religijnych w formach wypracowanych przez trzy tradycje: judaizm, chrześcijaństwo i islam, formami zaspokajającymi potrzeby etyczne bądź estetyczne. Duchowość ateistyczna jest połączeniem niewiary z potrzebą duchowości, której nie zaspokaja ani sama religia ani sam ateizm . 
Religie zwane niekiedy ateistycznymi (trzeci wymieniony sposób rozumienia duchowości ateistycznej) nie są uważane za formy takiej duchowości, stanowiąc jedynie powierzchowne adaptacje kultury Wschodu w kręgach określanych jako New Age . 

## Duchowość ateistyczna w kulturze
Będąc stosunkowo nowym zjawiskiem, duchowość ateistyczna nie jest jeszcze tradycją, ponieważ nie ma długiej historii. Nie ma też podłoża instytucjonalnego. 
Jednym z przedstawicieli tej opcji światopoglądowej jest francuski filozof André Comte-Sponville. 
Na temat duchowości ateistycznej można znaleźć teksty na stronach internetowych, takich jak: „The Center for Spiritual Atheism”, „Atheist Revolution”, czy „About.com”, zaś w Polsce na stronach portalu „Racjonalista.pl”. 

## Krytyka
Paul Tillich stwierdził, że ktokolwiek neguje Boga jako sprawcę ostatecznej troski, afirmuje Boga, gdyż w jego trosce wyraża się afirmacja ostateczności. Niereligijność jest jedynie nieświadomą religijnością. Według Dariusza Piórkowskiego, autora wstępu do książki Ostatnie rozmowy agnostyka z Bogiem napisanej przez zdeklarowanego agnostyka Theo Kerna (2012), w rzeczywistości on pragnie kontaktu z Bogiem.
Paul Voelker uważa, że synonimem duchowego ateizmu jest duchowy materializm. Sprzeciwiając się opinii, że materializm jest antyreligijny i szkodliwy moralnie, twierdzi, iż materializm i naturalizm są w pełni zgodne z wieloma aspektami religii oraz proponują wartą uwagi interpretację istoty moralności . 
Jerzy Bokłażec uznaje duchowość ateisty za metaforę psychicznej aktywności intelektualnej, kulturalnej i moralnej. Powołuje się na książkę Christophera Hitchensa Bóg nie jest wielki .